# Sieber (Oder)

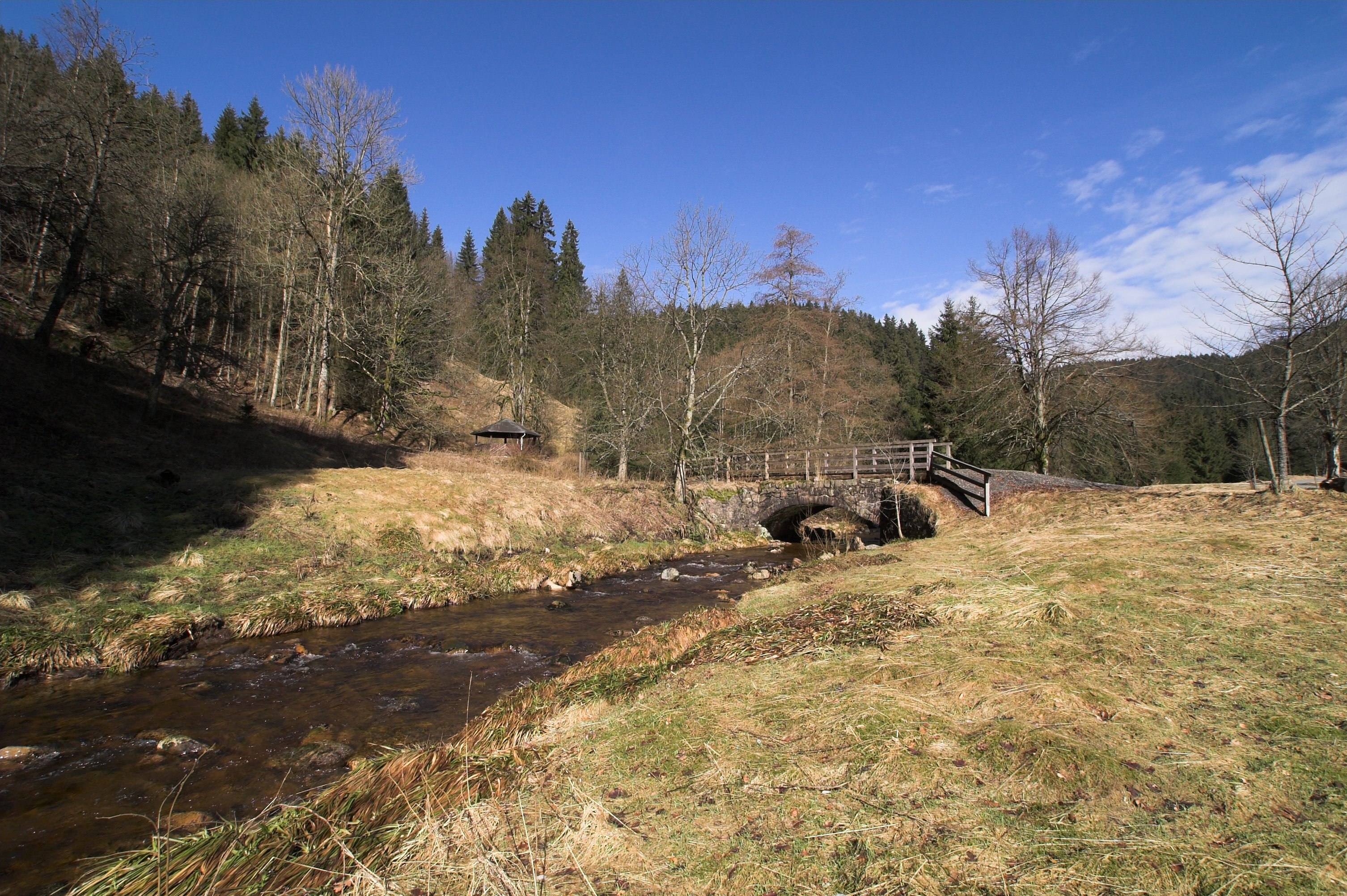
Die Sieber in der Schluft; im dortigen Siebertal wanderte einst Goethe

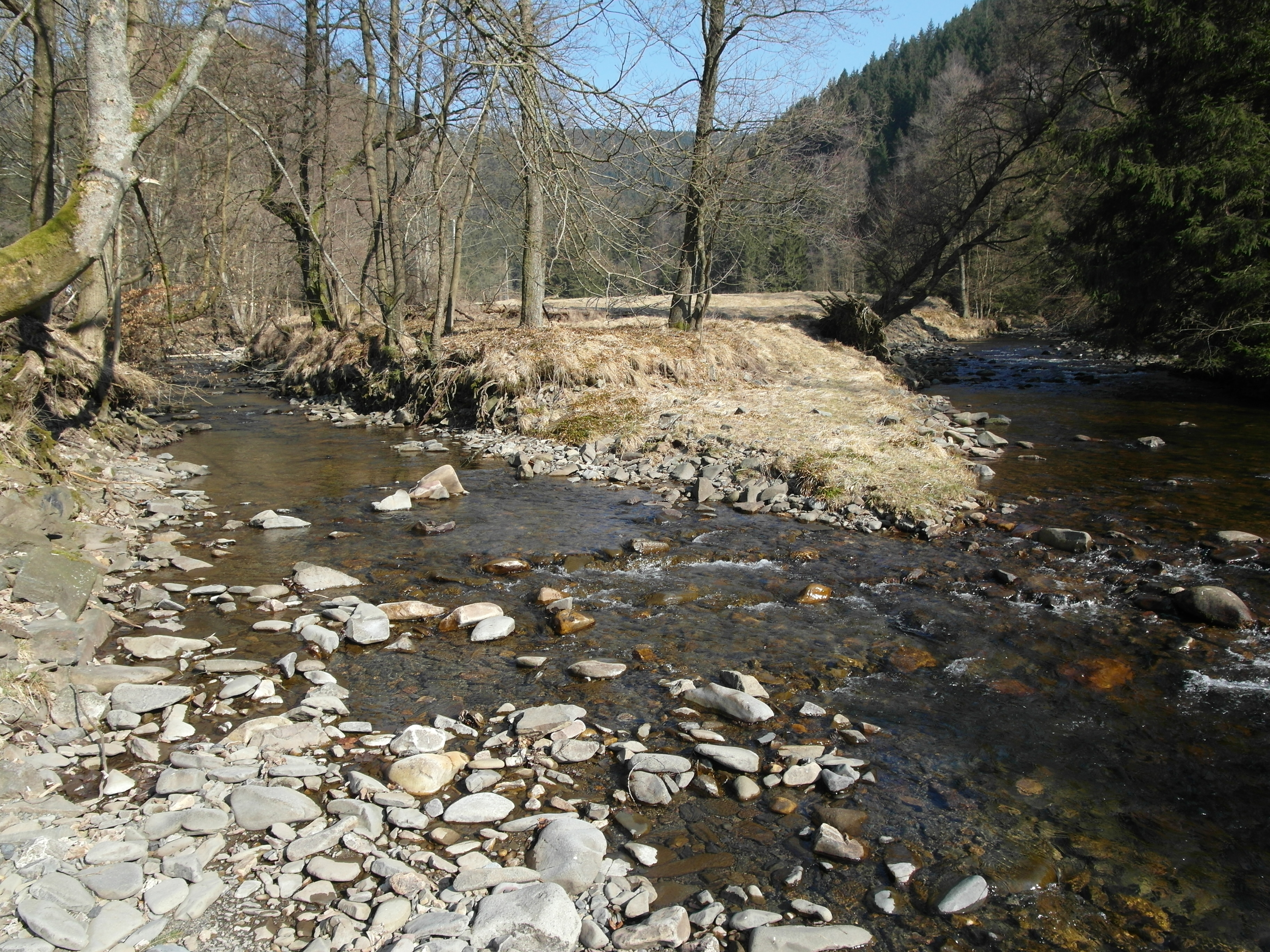
Einmündung der Kulmke (links) in die Sieber (rechts) kurz vor dem Dorf Sieber

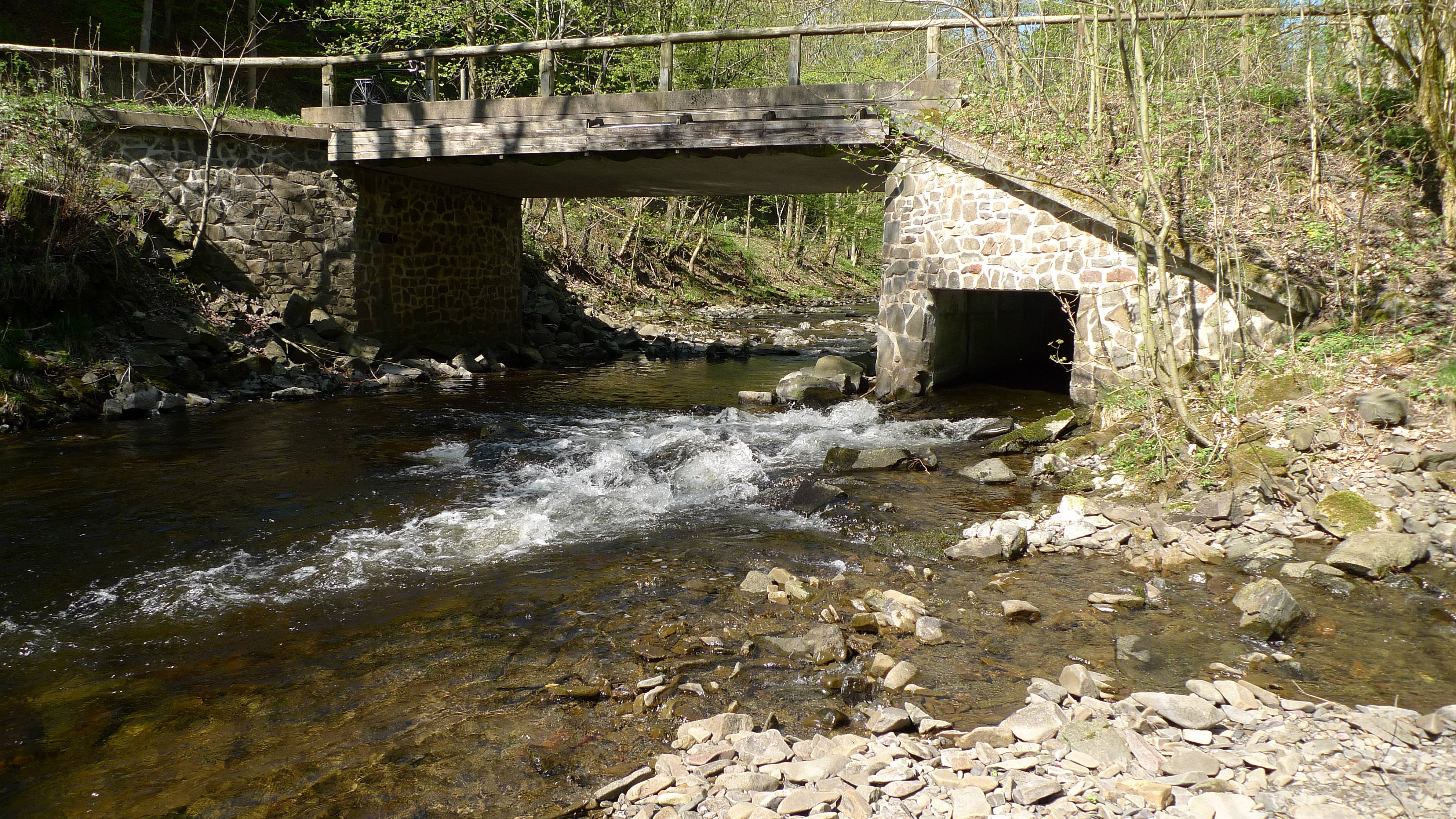
Die Sieber im Paradies zwischen den Ortschaften Sieber und Herzberg

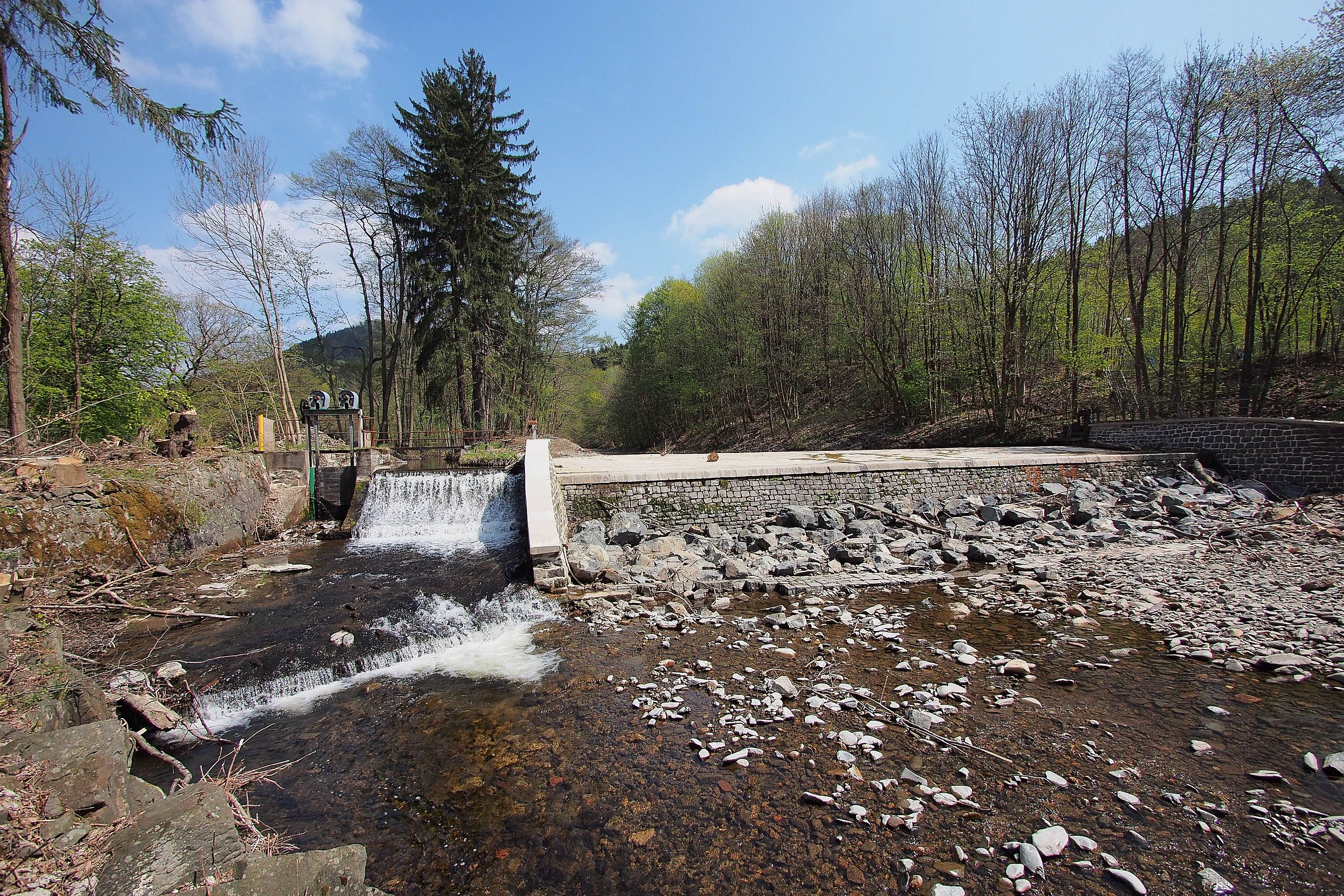
Sieber-Wehr kurz vor Herzberg

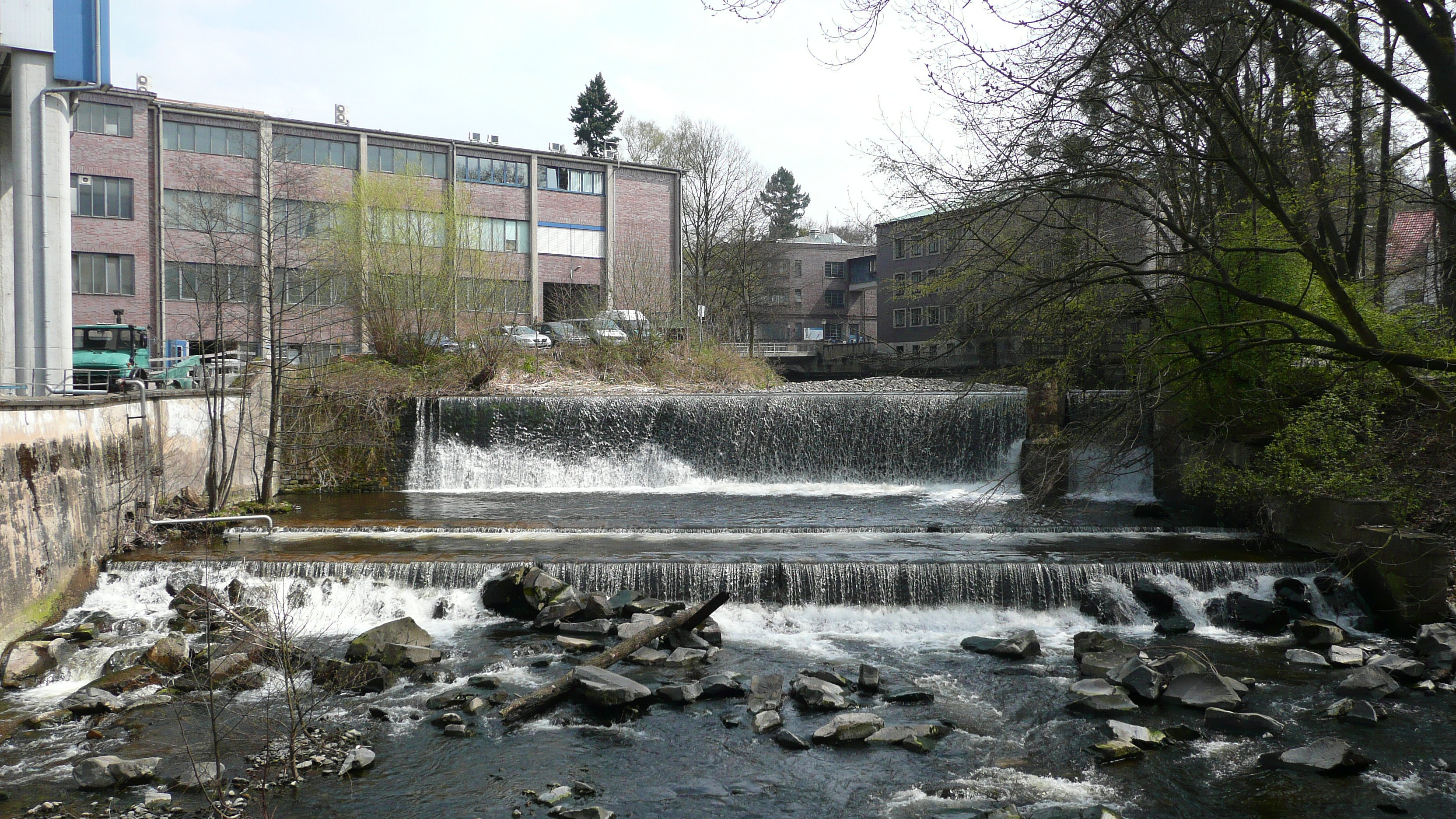
Sieber-Wehr nahe der Herzberger Papierfabrik

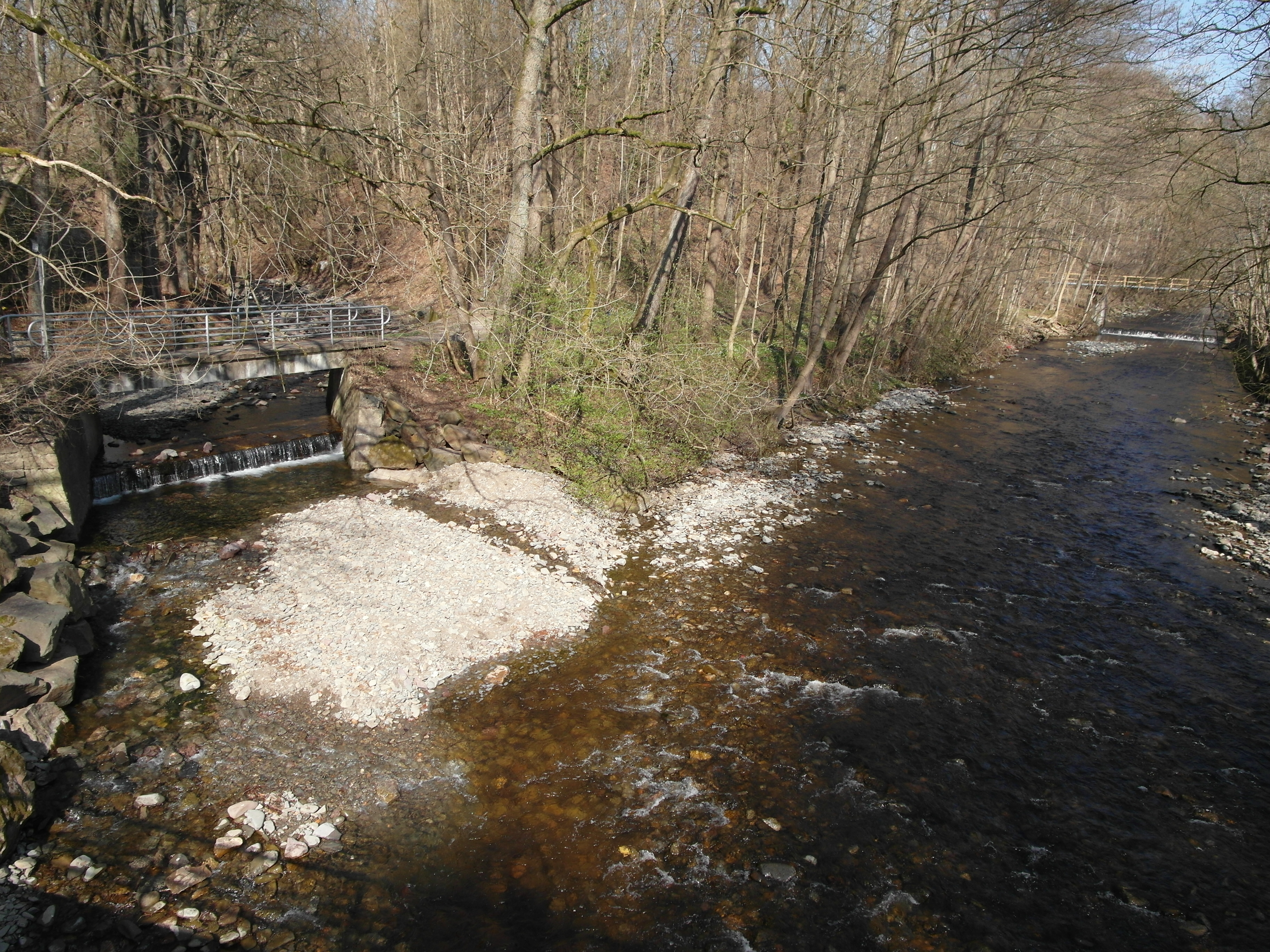
Einmündung der Lonau in die Sieber bei Herzberg am Harz

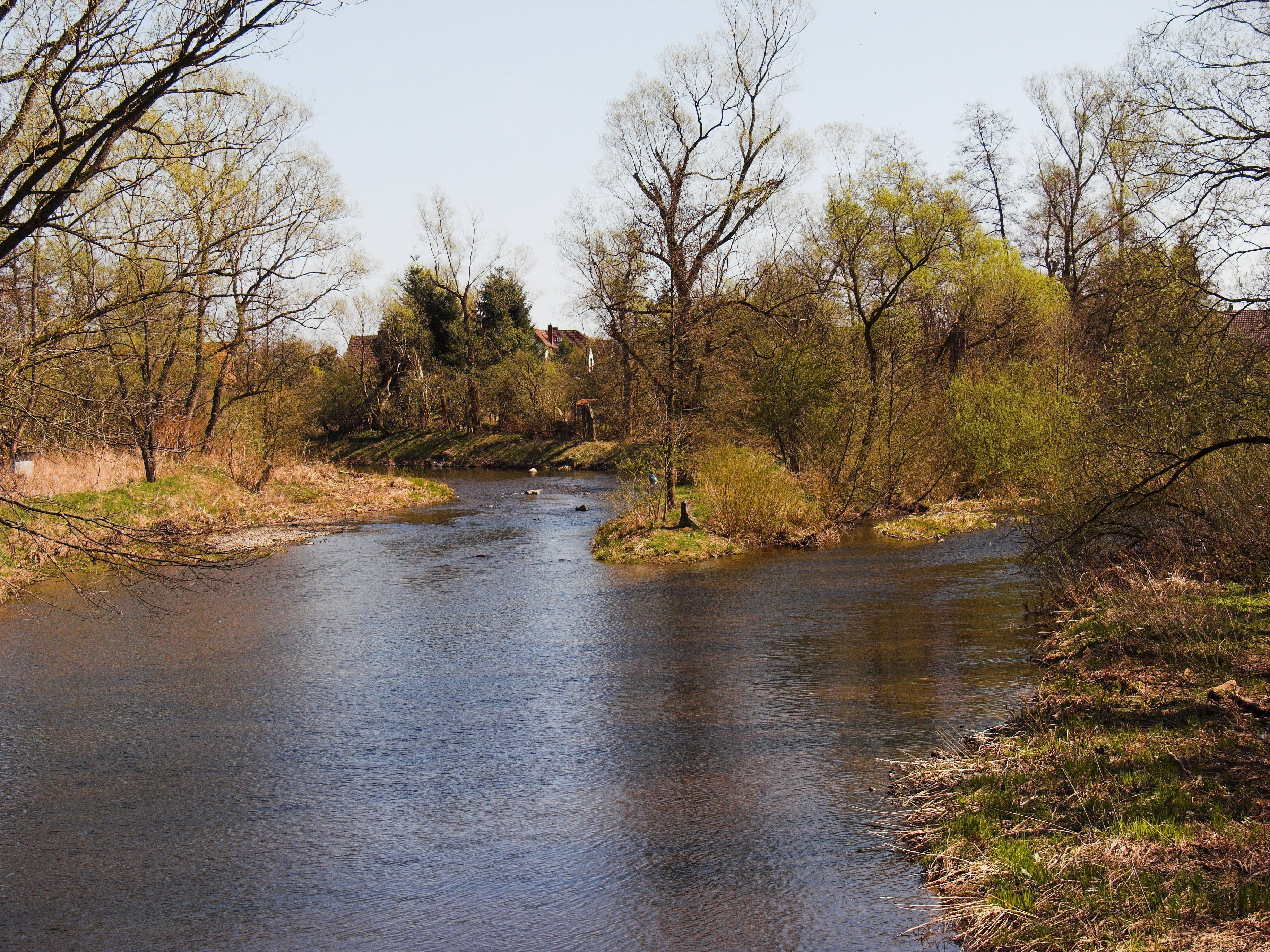
Einmündung der Sieber (links) in die Oder (rechts) bei Hattorf

Die Sieber ist ein etwa 35 km langer, nordöstlicher und orografisch rechtsseitiger Zufluss der Oder im Harz und südwestlichen Harzvorland im Landkreis Göttingen, Niedersachsen. Geologisch liegt die Sieber in der Siebermulde.

## Name
Der Fluss wurde im Jahr 1287 („inter … duas aquas … Oderam et Sevenam“) erstmals schriftlich erwähnt. Der mittelniederdeutsche Name Sēvene bedeutet „Sickerfluss“.

## Verlauf
Die Sieber entspringt im Oberharz im Nationalpark Harz. Ihre Quelle liegt jeweils etwas südlich vom Bruchberggipfel (ca. 927 m ü. NN) und vom ursprünglichen Standort des Skikreuzes des Ski-Clubs Altenau auf etwa 900 m ü. NN.
Anfangs fließt die Sieber, die durch das vielteilige Naturschutzgebiet Siebertal verläuft, in südlicher Richtung. Nach etwa 1.000 m Fließstrecke wird sie vom Clausthaler Flutgraben (gelegentlich auch Rothenberger Graben genannt) gekreuzt, einem Hanggraben des Oberharzer Wasserregals. Dieser anfangs auf rund 820 m Höhe verlaufende Graben leitet bei Niedrigwasser fast alles Wasser der Sieber zunächst östlich und dann nordöstlich um den Bruchberg herum und führt es dem Dammgraben zu.
Die Sieber selbst unterquert auf etwa 760 m Höhe die Bundesstraße 242 und schneidet fortan auf etwa 10 km Fließstrecke ein tiefes, gewundenes Kerbtal in die wellige Harzhochfläche ein. Dann weitet sich das Tal etwas, und der nun außerhalb des Nationalparks Harz aber innerhalb des Naturparks Harz befindliche Fluss verläuft erst west- und dann südwestwärts entlang der Landesstraße 521. Dabei tangiert er – nach Zufließen der Kulmke – das Dorf Sieber direkt südöstlich. Bei dieser Ortschaft mündet die Goldenke ein.
Einiges weiter südwestlich, wo die Grenze des Nationalparks bis fast an den Fluss reicht, durchfließt die Sieber bei Einmünden der Lonau die Kernstadt von Herzberg, wo sie den Harz und den Naturpark verlässt. Dort wird ein Teil ihres Wassers durch den Mühlengraben umgeleitet, durch den früher mehrere Mühlen angetrieben wurden. Unterhalb von Herzberg und der ehemaligen Munitionsfabrik mündet der Mühlengraben wieder in die Sieber.
Von Herzberg verläuft die Sieber – nach Unterqueren der Bundesstraße 243 und Bahnstrecke Herzberg–Seesen – im südwestlichen Harzvorland etwa entlang der Kreisstraße 27 mit der jenseits davon befindlichen B 243 ein kurzes Stück nach Nordwesten, wo zwischen der Großen Steinau und Kleinen Steinau auf etwa 1.000 m Länge die Grenze des Naturparks an den Fluss stößt. Dann fließt sie endgültig außerhalb des Parks.
Nach Passieren von Hörden und Elbingerode, wobei die Sieber entlang der Kreisstraße 7 fließt, mündet sie in Hattorf nach Unterqueren der Südharzstrecke auf etwa 173 m ü. NN in den Rhume-Zufluss Oder; direkt unterhalb der Siebermündung wird die Oder durch ein kleines Wehr zu einem kleinen See (172,6 m ü. NN) aufgestaut.

## Einzugsgebiet und Zuflüsse
Das Einzugsgebiet der Sieber umfasst etwa 141 km². Zu ihren Zuflüssen gehören mit orografischer Zuordnung (l = linksseitig, r = rechtsseitig), und – wenn bekannt – Gewässerlänge, Mündungsort Einzugsgebietsgröße (flussabwärts betrachtet):
- Schluft (r; 2,5 km), im Oberlauf etwas unterhalb des Bruchbergs (oft auch als Sieber bezeichnet)
- Fischbach (l;), im Oberlauf einiges unterhalb des Bruchbergs
- Kulmke (r; 2 km), oberhalb von Sieber, 13,5 km²
- Gropenborn (l; 2 km), direkt bei Sieber, 0,9 km²
- Goldenke (r; 4 km), direkt bei Sieber, 5,9 km²
- Wellbeeke (r;), direkt bei Sieber
- Tiefenbeek (l; 2,9 km), direkt bei Sieber, 2,5 km²
- Lonau (r; 3,5 km), in Herzberg, 14 km²
- Eichelbach (l; 5 km + 1,5 km im Mühlengraben) kurz hinter Herzberg
- Faulbornbach (r; 3 km), zwischen Herzberg und Hörden
- Große Steinau (r; 7,5 km), zwischen Herzberg und Hörden
- Kleine Steinau (r; 8,7 km), zwischen Herzberg und Hörden

## Versickerung
Im Harzvorland verläuft die Sieber zwischen Herzberg und Hattorf durch die Karstlandschaft des Südharzer Zechsteingürtels, so dass es zu Versickerungen (auch Schwinden genannt) kommt. Dort versickert durchschnittlich knapp ein Drittel ihres Wassers in den Untergrund. Während länger andauernden Trockenperioden kann es sogar vorkommen, dass der Fluss durch die Versickerung zeitweise ganz trockenfällt. Das in diesem Bereich versickernde Wasser tritt in der knapp 9 km südwestlich liegenden Rhumequelle wieder an die Oberfläche. Eine dieser Schwinden befand sich zwischen Herzberg am Harz und Hörden am Harz direkt vor dem steilen Nordosthang des Nüllbergs (Nüll). Bei ausreichend hohem Wasserstand in der Sieber versackte hier ein Teil des Wassers. Heute liegt diese Stelle etwa 20 m neben dem Flussufer.
Karl Thürnau färbte bei seinen hydrologischen Untersuchungen der Rhumequelle den Sieber-Zufluss Eichelbach (Herzberg/Harz) im Februar 1910 mit 6 kg Uranin an. Drei Tage später erschien das schwach gefärbte Wasser in der Hauptquelle der Rhumequelle. Dies bestätigen auch 1980 durchgeführte Färbeversuche des Niedersächsischen Landesamtes für Bodenforschung. Es wurden auch entsprechende Verbindungen der Rhumequelle mit der Sieber bei Hörden und der Oder bei Scharzfeld nachgewiesen.

## Talsperre
Zwischen den 1960er Jahren und Mitte der 1980er Jahre wurden seitens der Harzwasserwerke Pläne verfolgt, das Wasser der Sieber mit einer oder mehreren Talsperren zu nutzen. Erste Pläne sahen eine komplette Flutung des Dorfs Sieber vor, bei Umsiedlung der Bürger zu einem neuen Standort. Dem umgesiedelten Kurort wurden „beste Startchancen“ versprochen. Andere Pläne sahen eine hohe Staumauer unmittelbar oberhalb der Ortschaft vor. Die letzten Pläne, die so genannte Mehrschrittlösung, bestanden aus zwei kleineren Staubauwerken im oberen Siebertal und in der Kulmke zur Überleitung von Wasser in die Söse und den Bau der Unteren Siebertalsperre zwischen Sieber und Herzberg. Letztendlich sorgte starker Widerstand der Bevölkerung aus dem Südharzbereich dafür, dass diese Pläne gestoppt wurden. Heute gehört die Sieber zu den größten nicht regulierten Fließgewässern im Harz.

## Sonstiges
Der Fluss ist Namensgeber des Ortes Sieber im Siebertal, von dem
Großteile als Naturschutzgebiet Siebertal ausgewiesen sind.
In der Lonauerhammerhütte wurde die Wasserkraft der Sieber für ein Pochwerk genutzt.
Bedingt durch das Karstgebiet hat sich der Flusslauf im Bereich um Herzberg während der letzten 400.000 Jahre mehrfach verlagert. Der Untergrund aus Dolomit oder Gips hat sich immer wieder durch Auslaugungsprozesse und Erdfälle verändert. Einer der ehemaligen Flussläufe verlief entlang der heutigen Bundesstraße 27 durch die Aue, das heißt die Sieber floss südlich um den Schloßberg des Schlosses Herzberg herum, mehrere Kilometer vom heutigen Lauf entfernt. Ein noch älterer ehemaliger Flusslauf verlief über den heutigen Nüllfeld-Pass (zwischen Schloßberg und Nüllberg) nach Elbingerode.
Die kleine Straße im oberen Siebertal ist seit Ende der 1980er Jahre ab dem Forsthaus Königshof für den Kraftfahrzeugverkehr gesperrt und liegt zum Teil im Nationalpark Harz. Sie führt zur Bundesstraße 242 nordwestlich von Sonnenberg.